# Refúgio do Pequeno Monte Cenis
O refúgio do Pequeno Monte Cenis, que fica a 2 11 m perto do passo do Pequeno Monte Cenis no maciço des Cerces do maciço do Monte Branco, na França, e foi até 1987 uma quinta de alpagem.

## Acesso
De acesso muito fácil pois que é servido por uma estrada, é um ponto ideal para belos passeios em família ou mesmo para o alpinismo.

## Características
- Altitude; 2 110 m
- Capacidade; 55 lugares está aberto de Junho a Setembro